# Munidopsis cubensis
Munidopsis cubensis är en kräftdjursart som beskrevs av Fenner A. Chace 1942. Munidopsis cubensis ingår i släktet Munidopsis och familjen trollhumrar. Inga underarter finns listade i Catalogue of Life.